# Jean-Pierre Van Haverbeke
Jean-Pierre Van Haverbeke ou Vanhaverbeke, né le 28 décembre 1939 à Bondues dans le Nord et mort le 27 novembre 2015 à Meyrargues dans les Bouches du Rhône, est un coureur cycliste français.

## Biographie
Cycliste professionnel de 1963 à 1967, Jean-Pierre Van Haverbeke occupe ensuite le poste de Conseiller Technique Régional de Cyclisme de Picardie.
Ses obsèques se déroulent le 7 décembre 2015 dans sa ville natale de Bondues.

## Palmarès
- 1961
  - 2e de Paris-Forges-les-Eaux
  - 3e de Paris-Mantes
- 1962
  - Paris-Barentin
  - 2e de Chambord-Vailly
  - 2e de Paris-La Ferté-Bernard[3]
- 1963
  - Circuit de la Vienne
  - 3e du Grand Prix de Fourmies
- 1964
  - Roubaix-Cassel-Roubaix
  - 1re étape du Trophée Jean Floc'h
  - 3e du Tour de l'Oise
  - 3e du Tour de Picardie